# Linhevenator
Linhevenator — рід короткоруких динозаврів-тероподів троодонтидів з пізньокрейдяної (кампанійської) формації Баян Мандаху, Внутрішня Монголія, Китай.

## Відкриття
Типовий вид Linhevenator tani був названий і описаний у 2011 році Сюй Сінєм, Тань Цінвей, Корвін Салліван, Хан Фенлу та Сяо Дун. Родова назва поєднує в собі посилання на регіон Ліньхе з латинським словом venator, «мисливець». Видова назва на честь професора Тан Ліня.
Голотипом Linhevenator є зразок LHV0021, частковий скелет дорослої особини, включаючи череп і нижню щелепу, шість спинних хребців, праву лопатку, праву плечову кістку, клубову кістку, ліву стегнову кістку та ліву стопу. Він був знайдений у 2009 році і є найповнішими залишками троодонтидів, відомі з верхньої крейди.

## Опис
Linhevenator — троодонт, група невеликих, схожих на птахів, струнких манірапторів. Усі троодонтиди мають багато унікальних особливостей черепа, таких як тісно розташовані зуби на нижній щелепі та велика кількість зубів. Троодонтиди мають серпоподібні кігті та хижі руки, а також одні з найвищих непташиних коефіцієнтів енцефалізації, що означає, що вони були розвиненими в поведінці та мали гострі чуття.
Linhevenator є досить великим троодонтидом з приблизною масою тіла 23 кг, довжиною від 1,9 до 2,7 метра. Руки відносно короткі, але плечова кістка дуже міцна. Описувачі припускають, що рука могла використовуватися для копання або лазіння. Перший палець зберігся в латеральному положенні, замість того, щоб вказувати вперед. Linhevenator має II ножний палець, схожий як у дромеозаврида, із серпоподібним кігтем, більшим, ніж у базальних троодонтидів.

## Класифікація
Описувачі віднесли Linhevenator до Troodontidae. Він має комбінацію «примітивних» (базальних) і похідних ознак, але було встановлено, що це похідний троодонтид у філогенетичному аналізі. Ця позиція розглядалася авторами як ознака еволюційної тенденції у Troodontidae до вкорочення передніх кінцівок і паралельної еволюції великих серпоподібних кігтів як у троодонтидів, так і у дромеозаврід.

## Галерея

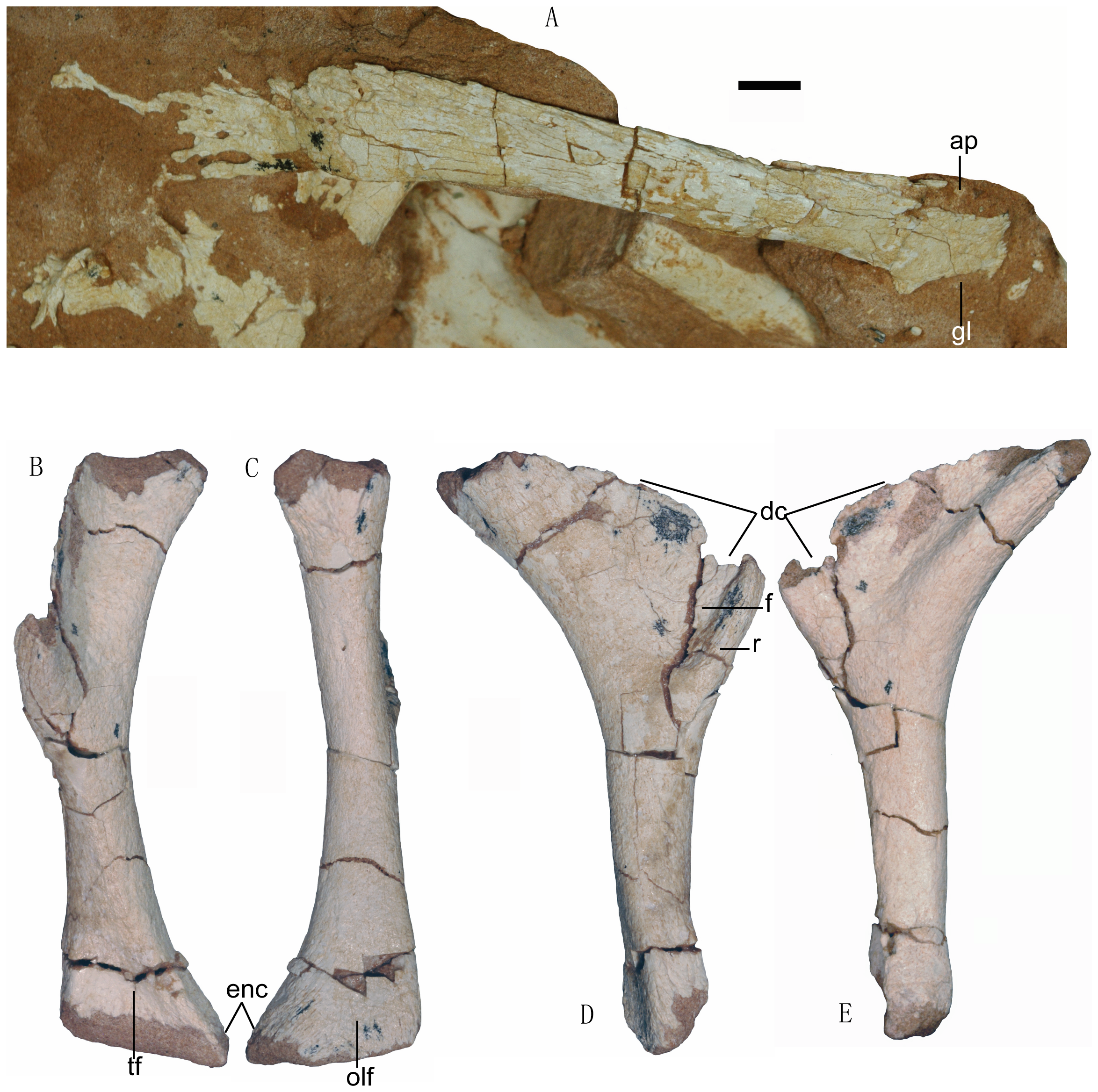
Грудний пояс і передні кінцівки
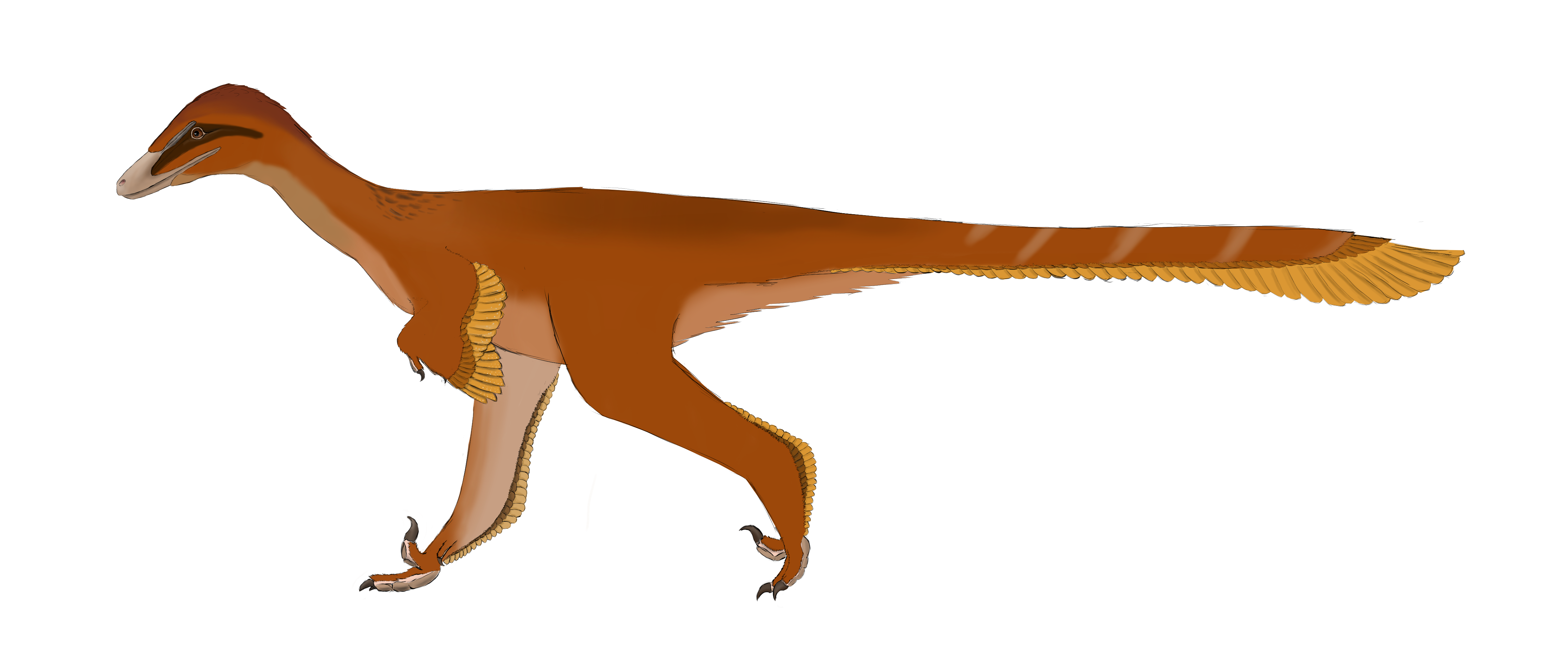
Художнє представлення